# Narodni parki Brazilije
Narodni parki Brazilije (portugalsko Parques nacionais) so zakonsko določena vrsta zavarovanih območij Brazilije. Prvi parki so bili ustvarjeni v 1930-ih, postopoma pa so se dodajali drugi parki, ki so običajno varovali naravni spomenik, kot je slap ali soteska v bližini obalnega središča prebivalstva. Vsaj dva zgodnja parka so pozneje potopili rezervoarji hidroelektrarn. Prvi park v amazonskem pragozdu je bil slovesno odprt leta 1974. Danes narodni parki pokrivajo ogromno območje, zlasti v Amazoniji. Vendar mnogi od njih trpijo zaradi nerešenih zahtevkov za odškodnino s strani nekdanjih lastnikov ali uporabnikov zemljišč, mnogi pa nimajo načrtov upravljanja, fizične infrastrukture in osebja, potrebnega za podporo javnih obiskov. Pristojna vladna agencija nima zmogljivosti za zagotavljanje storitev, kot so hrana in pijača, prodaja spominkov in vodeni ogledi, birokracija pa je z zamudo dovolila zasebnemu sektorju, da se poteguje za zagotavljanje takšnih storitev.

## Opredelitev
Narodni parki so najstarejša vrsta zavarovanih območij v Braziliji. Narodni parki so zelo pomembni za pragozd in druga območja. Njihov cilj je ohranjati ekosisteme velikega ekološkega pomena in lepote ter podpirati znanstveno raziskovanje, izobraževanje, interpretacijo okolja, rekreacijo in ekoturizem skozi stik z naravo. Na zvezni ravni parke upravlja Inštitut za ohranjanje biotske raznovrstnosti Chico Mendes. Za državne parke veljajo enaki predpisi kot za narodne parke. Obe vrsti sta zdaj opredeljeni z zakonom 9.985 iz julija 2000. Uvrščeni so v kategorijo zavarovanih območij IUCN II.
Parki so v javni lasti in vsa zemljišča v zasebni lasti znotraj njihovih meja morajo biti razlaščena. Obstoječe lastnike zemljišč in skupnosti s pravicami do uporabe zemljišč je treba preseliti in jim dati odškodnino. S strogo omejenimi proračuni, slabimi zemljiškimi evidencami in neučinkovito birokracijo lahko traja več let, da se ta proces zaključi.
Pogoji za javni obisk so opredeljeni v načrtu upravljanja parka. Uradno park ne sme obiskovati javnost, razen če ima načrt upravljanja in načrt javne rabe. Za znanstvene raziskave je potrebna predhodna odobritev pristojne agencije in zanje veljajo pogoji in omejitve.

## Zgodovina
Pojem narodni park je bil prvič opredeljen v gozdnem zakoniku iz leta 1934. Sistem narodnih parkov se je začel leta 1937 z ustanovitvijo narodnega parka Itatiaia. Leta 1939 sta bila ustanovljena še dva narodna parka, nato pa se je po 20 letih program ustanovitve parka ponovno začel v poznih 1950-ih. Narodni park Ubajara je bil ustanovljen leta 1959 in ščiti apnenčasto jamo v polsušnem biomu caatinga na severovzhodu. Narodna parka Paulo Afonso in Sete Quedas sta bila ustanovljena leta 1948 oziroma 1961, da bi obiskovalci lahko videli izjemne slapove in brzice. Čeprav vse države opredeljujejo narodne parke kot trajne, je Brazilija to načelo prekršila in potopila objekte pod jezove hidroelektrarn.
Gozdni zakonik je bil revidiran leta 1965, da bi zajemal vse vrste avtohtone vegetacije, ne le 'gozdov'. Narodni parki in novoustanovljeni biološki rezervati so bili opredeljeni tako, da imajo za cilj »varovanje izjemnih naravnih danosti, usklajevanje popolnega varstva flore, favne in naravnih lepot z uporabo v izobraževalne, rekreacijske in znanstvene namene«. Po zakonikih iz leta 1934 in 1965 so bili parki in druge ohranitvene enote ustanovljeni z izvršilnim odlokom. Zaradi tega kongres parkom ne daje močne podpore, vendar so bili zaščiteni pred nenehnimi kongresnimi poskusi krčenja ali odprave parkov.
Številni parki izvirajo iz zveznih ali državnih gozdnih rezervatov, ki se uporabljajo za različne raziskovalne ali ohranitvene namene, nato pa so bili podarjeni zvezni vladi, da postanejo narodni parki. Učinek tega naključnega razvoja je bil, da je bilo do poznih 1970-ih veliko parkov blizu obalnih naseljenih središč. Parki Emas, Chapada dos Veadeiros, Brasília in Araguaia so bili v notranjosti, vendar so bili tam, kjer so jih državni uslužbenci lahko uporabljali za prosti čas v Brasilii, ki je leta 1960 postala narodna prestolnica. Narodni park Amazônia je bil ustanovljen leta 1974 na reki Tapajós, prvi v Amazoniji. Zasnovan je bil tako, da je dostopen po transamazonski cesti, ki je potekala skozi park. Do leta 1978 je bilo osemnajst narodnih parkov, od katerih jih je bilo devet v biomu obalnega Atlantskega gozda v bližini velikih mest, ki so običajno vključevali monumentalno posebnost kot glavno atrakcijo.
Od takrat se je število parkov vztrajno povečevalo na 33 do leta 1990 in 64 do leta 2010.] Teh 64 parkov pokriva 240.000 kvadratnih kilometrov. Največji so v amazonskem biomu na severu in zahodu države. Drago je izplačilo odškodnin nekdanjim lastnikom ali osebam s pravicami uporabe in priprava načrtov upravljanja. Financiranje je omejeno, zato je veliko parkov ostalo nedostopnih javnosti. Drugo vprašanje so stroški zagotavljanja infrastrukture in osebja za nadzor obiskovalcev. Končno, dolga leta park, ki je ustvarjal dohodek od obiskovalcev, ni prejel nobenih koristi.
Leta 1998 je narodni park Iguasu eksperimentiral z zunanjim izvajanjem javnih storitev, kar je povzročilo porast števila obiskovalcev. Zasebne koncesije v narodnem parku Foz do Iguacu so omogočile gradnjo centra za obiskovalce, parkirnih prostorov, storitve hrane in pijače, prevozne storitve v parku ter prostočasne in pustolovske dejavnosti. Poskus več let niso ponovili drugje.

## V zadnjih letih
Med letoma 2006 in 2013 se je število obiskov zveznih zavarovanih območij, predvsem narodnih parkov, potrojilo na 6,3 milijona. Leta 2007 je bil ustanovljen Inštitut Chico Mendes za ohranjanje biotske raznovrstnosti (ICMBio) za upravljanje zveznih naravovarstvenih enot, vključno z narodnimi parki, ki je prevzel vodenje Brazilskega inštituta za okolje in obnovljive naravne vire (IBAMA). Na voljo je bilo več sredstev za reševanje razlastitvenih zahtevkov, uveden je bil sistem okoljskih nadomestil za podporo naložbam v parke. Rezultat je naraščanje števila parkov z načrti upravljanja in jasnim lastništvom zemljišč. Ti so lahko upravičeni do zunanjih javnih storitev. Zasebne koncesije so bile uporabljene v parkih, kot sta Tijuca in Fernando de Noronha, načrtovanih pa je še več.
Od 67 narodnih parkov leta 2010 jih je 19 zaščitilo območje, ki predstavlja 5 % prvotnega Amazonskega deževnega gozda, drugih 22 pa je zaščitilo 1 % prvotnega Atlantskega gozda. Sedem parkov je zaščitilo ekoregijo Caatinga, dvanajst pa ekoregijo Cerrado. Bilo je samo šest obalnih in morskih parkov, vključno z enim, ki je varoval mokrišče Pantanal. Noben park ni zaščitil Pamp. Glavni cilj večine zavarovanih območij, ustvarjenih v 2000-ih, je bilo zmanjšanje krčenja gozdov, malo pa je bilo vloženega v spodbujanje javne rabe. Raziskava iz leta 2012 je pokazala, da le 44 % Brazilcev ve, kaj je zavarovano območje, in le 1 % jih ve, da je njihov namen spodbujanje turizma in rekreacije.
Parki se zelo razlikujejo po velikosti med 3300 hektarjev gozd Tijuca v Rio de Janeiru in 3.800.000 hektarjev narodni park gorovje Tumucumaque v Amazoniji. Do leta 2010 je bilo samo 30 parkov dostopnih javnosti. Od teh sta bila najbolj obiskana Tijuca z 1,7 milijona obiskovalcev in Iguasu z 1 milijonom obiskovalcev, ki skupaj predstavljata 71 % vseh obiskov narodnih parkov v Braziliji v letu 2009. Leta 2011 je bilo ocenjeno, da bi lahko potencialni prihodek brazilskih narodnih parkov do leta 2016 znašal približno 1,7 milijarde R$ letno. Leta 2012 je ICMBio zaslužil 24 milijonov R$ z vstopninami in storitvami, večinoma iz samo štirih parkov. Od leta 2012 je bilo 68 narodnih parkov, vendar je bilo le 26 uradno odprtih za obiskovalce. Nekateri drugi so neformalno sprejemali obiskovalce.
Narodni park Chapada dos Veadeiros ponazarja problem. Je svetovna dediščina in ima edinstveno vegetacijo cerrado ter na stotine slapov in drugih vodnih teles. Leta 2009 je park obiskalo le 22.950 turistov. V park je samo en vhod in zelo omejena turistična infrastruktura. ICMBio ne zaračunava vstopnine in ne more prodajati hrane, pijače in spominkov. Birokratske težave so odložile odprtje teh storitev zasebnim podjetjem.

## Seznam narodnih parkov
| 1  | Morski narodni park Abrolhos            | 1983 | 688    | Bahia                                | Obalno morje    |
| 2  | Narodni park Acari                      | 2016 | 8964   | Amazonas                             | Amazon          |
| 3  | Narodni park Alto Cariri                | 2010 | 182    | Bahia                                | Atlantski gozd  |
| 4  | Narodni park Amazônia                   | 1974 | 9940   | Amazonas / Pará                      | Amazonija       |
| 5  | Narodni park Anavilhanas                | 1981 | 3505   | Amazonas                             | Amazon          |
| 6  | Narodni park Aparados da Serra          | 1959 | 102    | Rio Grande do Sul / Santa Catarina   | Atlantski gozd  |
| 7  | Narodni park Araguaia                   | 1959 | 5623   | Tocantins                            | Amazonija       |
| 8  | Narodni park Araucarij                  | 2005 | 128    | Santa Catarina                       | Atlantic Forest |
| 9  | Narodni park Boa Nova                   | 2010 | 142    | Bahia                                | Atlantski gozd  |
| 10 | Narodni park Brasília                   | 1961 | 300    | Zvezno okrožje Brazilija             | Cerrado         |
| 11 | Narodni park Cabo Orange                | 1980 | 6190   | Amapá                                | Amazonija       |
| 12 | Narodni park Campos Amazônicos          | 2006 | 8760   | Rondônia                             | Amazonija       |
| 13 | Narodni park Campos Gerais              | 2006 | 215    | Paraná                               | Atlantski gozd  |
| 14 | Narodni park Caparaó                    | 1961 | 318    | Espírito Santo/Minas Gerais          | Atlantski gozd  |
| 15 | Narodni park Catimbau                   | 2002 | 623    | Pernambuco                           | Caatinga        |
| 16 | Narodni park Cavernas do Peruaçu        | 1999 | 568    | Minas Gerais                         | Cerrado         |
| 17 | Narodni park Chapada das Mesas          | 2005 | 1600   | Maranhão                             | Cerrado         |
| 18 | Narodni park Chapada Diamantina         | 1985 | 1520   | Bahia                                | Caatinga        |
| 19 | Narodni park Chapada dos Guimarães      | 1989 | 330    | Mato Grosso                          | Pantanal        |
| 20 | Narodni park Chapada dos Veadeiros      | 1961 | 600    | Goiás                                | Cerrado         |
| 21 | Narodni park Descobrimento              | 1999 | 211    | Bahia                                | Atlantski gozd  |
| 22 | Narodni park Emas                       | 1961 | 1318   | Goiás                                | Cerrado         |
| 23 | Morski narodni park Fernando de Noronha | 1988 | 112    | Pernambuco                           | Obalno morje    |
| 24 | Narodni park Furna Feia                 | 2012 | 85     | Rio Grande do Norte                  | Caatinga        |
| 25 | Narodni park Grande Sertão Veredas      | 1989 | 833    | Bahia / Minas Gerais                 | Cerrado         |
| 26 | Narodni park Guaricana                  | 2014 | 493    | Paraná                               | Atlantski gozd  |
| 27 | Narodni park Iguasu                     | 1939 | 1852   | Paraná                               | Atlantski gozd  |
| 28 | Narodni park Ilha Grande                | 1997 | 788    | Mato Grosso do Sul / Paraná          | Pantanal        |
| 29 | Morski narodni park Ilhas dos Currais   | 2013 | 1360   | Paraná                               | Obalno morje    |
| 30 | Narodni park Itatiaia                   | 1937 | 300    | Minas Gerais / Rio de Janeiro        | Atlantski gozd  |
| 31 | Narodni park Jamanxim                   | 2006 | 8597   | Pará                                 | Amazonija       |
| 32 | Narodni park Jaú                        | 1980 | 22.720 | Amazonas                             | Amazonija       |
| 33 | Narodni park Jericoacoara               | 2002 | 200    | Ceará                                | Obalno morje    |
| 34 | Narodni park Jurubatiba Sandbank        | 1996 | 148    | Rio de Janeiro                       | Obalno morje    |
| 35 | Narodni park Juruena                    | 2006 | 19.602 | Amazonas / Mato Grosso               | Amazonija       |
| 36 | Narodni park Lagoa do Peixe             | 1986 | 344    | Rio Grande do Sul                    | Obalno morje    |
| 37 | Narodni park Lençóis Maranhenses        | 1981 | 1550   | Maranhão                             | Obalno morje    |
| 38 | Narodni park Mapinguari                 | 2008 | 15.624 | Rondônia                             | Amazonija       |
| 39 | Narodni park Monte Pascoal              | 1961 | 225    | Bahia                                | Atlantski gozd  |
| 40 | Narodni park Monte Roraima              | 1989 | 1160   | Roraima                              | Amazonija       |
| 41 | Narodni park Nascentes do Lago Jari     | 2008 | 8121   | Amazonas                             | Amazonija       |
| 42 | Narodni park Nascentes do Rio Parnaíba  | 2002 | 7298   | Bahia / Maranhão / Piauí / Tocantins | Cerrado         |
| 43 | Narodni park Pacaás Novos               | 1979 | 7658   | Rondônia                             | Amazonija       |
| 44 | Narodni park Pantanal Matogrossense     | 1971 | 1350   | Mato Grosso / Mato Grosso do Sul     | Pantanal        |
| 45 | Narodni park Pau Brasil                 | 2000 | 115    | Bahia                                | Atlantski gozd  |
| 46 | Narodni park Pedra Azul                 |      |        |                                      |                 |
| 47 | Narodni park Pico da Neblina            | 1979 | 22.526 | Amazonas                             | Amazonija       |
| 48 | Narodni park Pontões Capixabas          |      |        |                                      |                 |
| 49 | Narodni park Rio Novo                   | 2006 | 5382   | Pará                                 | Amazon          |
| 50 | Narodni park Saint-Hilaire/Lange        | 2001 | 245    | Paraná                               | Atlantski gozd  |
| 51 | Narodni park São Joaquim                | 1961 | 493    | Santa Catarina                       | Atlantski gozd  |
| 52 | Narodni park Sempre Vivas               | 2002 | 1245   | Minas Gerais                         | Cerrado         |
| 53 | Narodni park Serra da Bocaina           | 1974 | 1318   | Rio de Janeiro / São Paulo           | Atlantski gozd  |
| 54 | Narodni park Serra da Bodoquena         | 2000 | 764    | Mato Grosso do Sul                   | Cerrado         |
| 55 | Narodni park Serra da Canastra          | 1972 | 2000   | Minas Gerais                         | Cerrado         |
| 56 | Narodni park Serra da Capivara          | 1979 | 979    | Piauí                                | Atlantski gozd  |
| 57 | Narodni park Serra do Cipó              | 1984 | 310    | Minas Gerais                         | Cerrado         |
| 58 | Narodni park Serra das Confusões        | 1998 | 8234   | Piauí                                | Caatinga        |
| 59 | Narodni park Serra da Cutia             | 2001 | 2836   | Rondônia                             | Amazonija       |
| 60 | Narodni park Serra do Divisor           | 1989 | 8,430  | Acre                                 | Amazonija       |
| 61 | Narodni park Serra do Gandarela         | 2014 | 313    | Minas Gerais                         | Atlantski gozd  |
| 62 | Narodni park Serra de Itabaiana         | 2005 | 79     | Sergipe                              | Atlantski gozd  |
| 63 | Narodni park Serra do Itajaí            | 2004 | 573    | Santa Catarina                       | Atlantski gozd  |
| 64 | Narodni park Serra das Lontras          | 2010 | 113    | Bahia                                | Atlantski gozd  |
| 65 | Narodni park Serra da Mocidade          | 1998 | 805    | Roraima                              | Amazonija       |
| 66 | Narodni park Serra dos Órgãos           | 1939 | 110    | Rio de Janeiro                       | Atlantski gozd  |
| 67 | Narodni park Serra do Pardo             | 2005 | 4473   | Pará                                 | Amazonija       |
| 68 | Narodni park Serra Geral                | 1992 | 173    | Rio Grande do Sul / Santa Catarina   | Atlantski gozd  |
| 69 | Narodni park Sete Cidades               | 1961 | 62     | Piauí                                | Caatinga        |
| 70 | Narodni park Superagui                  | 1989 | 210    | Paraná                               | Obalno morje    |
| 71 | Narodni park Tijuca                     | 1961 | 39     | Rio de Janeiro                       | Atlantski gozd  |
| 72 | Narodni park gorovje Tumucumaque        | 2002 | 38.874 | Amapá / Pará                         | Amazonija       |
| 73 | Narodni park Ubajara                    | 1959 | 62     | Ceará                                | Caatinga        |
| 74 | Narodni park Vale do Catimbau           |      |        |                                      |                 |
| 75 | Narodni park Viruá                      | 1998 | 2159   | Roraima                              | Amazonija       |
| 76 | Narodni park Xingu                      |      |        |                                      |                 |